# Port lotniczy Lipawa
Port lotniczy Lipawa – lotnisko znajdujące się ok. 7 kilometrów od centrum Lipawy.

## Linie lotnicze i połączenia
| Linia lotnicza | Kierunek |
| -------------- | -------- |
| Air Baltic     | 1. Ryga  |